# Dědovsk
Dědovsk (rusky Де́довск) je město v Moskevské oblasti v Ruské federaci. Při sčítání lidu v roce 2010 měl přes devětadvacet tisíc obyvatel.

## Poloha a doprava
Dědovsk leží přibližně 38 kilometrů severozápadně od Moskvy, správního střediska oblasti i hlavního města celé federace. Bližší města jsou Krasnogorsk, dvacet kilometrů na jihovýchod směrem k Moskvě, a Istra, dvacet kilometrů na severozápad, směrem od Moskvy.
Několik kilometrů jihozápadně od Dědovsku prochází dálnice M9 z Moskvy do Lotyšska.

## Dějiny
První zmínka o obci Dědovo pochází ze sedmdesátých let šestnáctého století. V roce 1901 byla do obce přivedena železniční trať z Moskvy do Rževu, která byla později prodloužena do Rigy. Od roku 1940 je Dědovsk městem.